# The Kennel Club
The Kennel Club – (stosowany skrót: "KC (UK)") główna organizacja kynologiczna w Wielkiej Brytanii; skupia kluby regionalne i kluby ras psów. Zajmuje się m.in. propagowaniem hodowli psów rasowych poprzez organizację wystaw - w tym najstarszej i największej wystawy pn. Crufts.

## Historia Klubu
Klub został założony 4 kwietnia 1873 roku, przez S.E. Shirleya, w celu ujednolicenia zasad zdobywających wówczas popularność konkursów kynologicznych. Była to pierwsza tego typu organizacja na świecie.